# Rete filoviaria di Bari
La rete filoviaria di Bari era un sistema di linee filoviarie della città di Bari attivo dal 1939 al 1991, arrivando a comprendere fino a 8 linee nel massimo sviluppo della stessa. Successivamente la tentata riattivazione della rete non è andata in porto e ciò che restava delle rete è in fase di smantellamento a causa degli alti costi di manutenzione e per l'inutilizzo della stessa.

## Storia
La prima linea filoviaria a Bari, una circolare che sostituiva una analoga linea automobilistica, venne attivata il 25 novembre 1939. Questa fu realizzata dalla Compagnia Elettrotecnica Italiana ma poi gestita dalla SAER.
Nel 1960 la rete raggiunse la sua massima espansione con una rete composta da 8 linee (alcune periodiche) con uno sviluppo di circa 36 km.

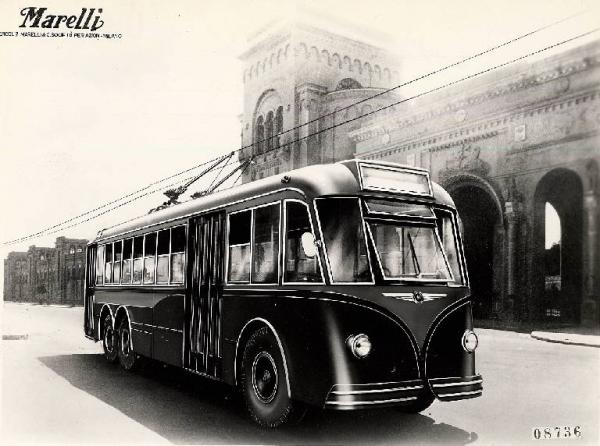
Filobus di Bari nel 1950 - Foto dall'Archivio Marelli

Il 1º ottobre 1965 il servizio di trasporto pubblico a Bari passò alla municipalizzata AMTAB che iniziò a sopprimere alcune linee.
Nel 1975 l'intero esercizio venne sospeso a causa di un serio guasto alla sottostazione elettrica di Sant'Anna. Nel frattempo i mezzi, non vennero custoditi in modo adeguato, si usurarono e fu necessario acquistarne altre unità dalla rete filoviaria in via di dismissione di Verona. L'esercizio filoviario riprese nel 1978 con l'attivazione prima della linea 4, poi della linea 4/ e infine della 15 per un totale di circa 17 km. Nel 1981 la rete scese a 15 km.

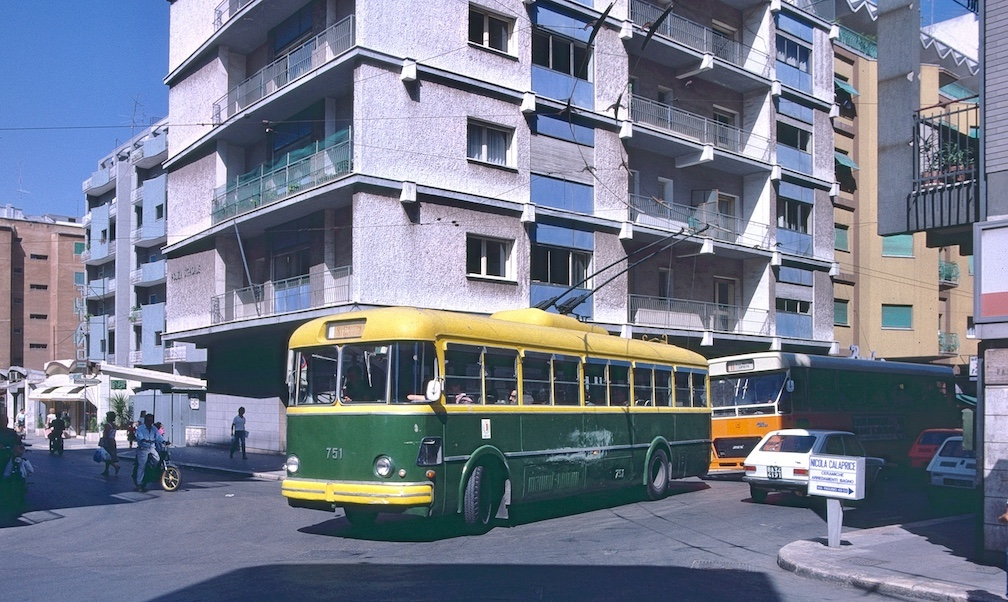
Filobus Alfa Romeo 910 AF No. 751 nel 1983

Il 16 dicembre 1987 cessa l'esercizio filoviario a seguito della chiusura e poi demolizione del deposito situato in Via Gaetano Devitofrancesco. Tutte le vetture verranno trasferite in un parcheggio all'aperto nella zona industriale a nord ovest di Bari.
Nel 1990 il comune e l'AMTAB decisero di riattivare la linea filoviaria 4 grazie ad un finanziamento di 7 miliardi di lire. I lavori vennero appaltati all'AnsaldoBreda la quale doveva ripristinare la rete elettrica e fornire 5 nuovi filobus bimodali. Nel concreto vennero rimodernati effettivamente alcuni tratti e nel 1997 furono consegnati 5 filobus Bredabus 4001. Successivamente si aprì un contenzioso tra l'azienda e il comune e i lavori non vennero portati a termine. Inoltre una nuova normativa europea impose un nuovo sistema di alimentazione per le linee filoviarie con innalzamento della tensione a 750 V CC, diverso da quello realizzato a Bari, per cui i lavori rimasero bloccati fino al 2009.
Nel 2009 il comune ricevette un ulteriore finanziamento di 2.830.000 euro e dopo aver risolto il contenzioso con l'AnsaldoBreda i lavori ripartirono: i mezzi ordinati nel 1990 sarebbero stati ancora adeguati all'esercizio e  vennero inoltre acquistati 3 nuovi filobus bimodali Van Hool A300T da 12 mt (consegnati nel 2009). Tra il 2011 ed il 2013 vennero effettuati dei collaudi e delle prove in tragitto sulla rete, che sembrò essere ad un passo dall'attivazione   e venne indetta anche una gara per i lavori di una seconda tratta che venne vinta dall'ATI composta da Vossloh Kiepe, Van Hool e SIRTI. Da allora i lavori e i progetti per la filovia non hanno avuto seguito e la linea aerea, non utilizzata, ha causato alcuni disagi.

Nel 2016 un tir tranciò i cavi in Piazza Luigi di Savoia  e questo decretò la fine del progetto filobus e l'inizio della lenta fase di rimozione degli impianti: vennero per primi eliminati i cavi dal sottovia di Quintino Sella e dalla Piazza della Stazione. Nell'aprile 2021 il comune di Bari ha dato il via allo smantellamento definitivo della rete filoviaria  che verrà sostituita dalla BRT (Bus Rapid Transit), una rete di moderni autobus elettrici con stazioni di ricarica lungo il percorso.

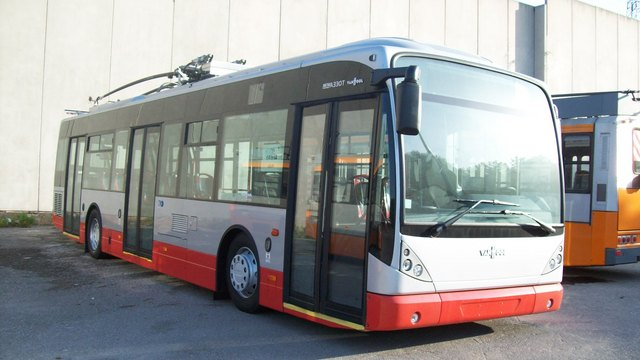
Un filobus Van Hool A300T consegnato nel 2009 e mai entrato in esercizio.

Nel luglio 2022 sono cominciati i lavori per lo smontaggio della rimanente linea aerea. È stato mantenuto solo il tratto - ultimo rimodernato, che da via Capruzzi raggiunge ai quartieri di Carbonara e Ceglie del Campo. Non è del tutto escluso un suo futuro riutilizzo.

## Mezzi
| Numeri sociali | Costruzione | Radiazione | Telaio            | Carrozzeria      | Equipaggiamento elettrico | Note                                                                        |
| -------------- | ----------- | ---------- | ----------------- | ---------------- | ------------------------- | --------------------------------------------------------------------------- |
| 101-106        | 1939        | 1960       | Fiat 635F/560     | Breda            | Breda                     | Due esemplari trasferiti alla rete di Perugia                               |
| 201-207        | 1936        | 1964       | Fiat 656F/543     | Cansa            | CGE                       | Provenienti da Milano, in servizio dal 1949                                 |
| 251-255        | 1938        | 1964       | Breda 80          | Breda            | Breda                     | Provenienti da Roma, in servizio dal 1950                                   |
| 601-606        | 1948        | 1968-1969  | Alfa Romeo 140 AF | Romanazzi        | Marelli                   |                                                                             |
| 301-302        | 1949        | 1980       | Fiat 668F/122     | Cansa            | CGE                       | Accantonati dal 1974                                                        |
| 401-406        | 1949        | 1980       | Fiat 668F/131     | Cansa            | Marelli                   | Accantonati dal 1974                                                        |
| 701-705        | 1954        | 1987       | Alfa Romeo 910 AF | Pistoiesi FI 210 | CGE                       | Fermati provvisoriamente nel 1975; conservati sino agli anni 2000           |
| 751-755        | 1955        | 1987       | Alfa Romeo 910 AF | Pistoiesi FI 210 | CGE                       | Fermati provvisoriamente nel 1975; conservati sino agli anni 2000           |
| 801-816        | 1958-1959   | 1987       | Alfa Romeo 910 AF | Pistoiesi FI 210 | CGE                       | Fermati provvisoriamente nel 1975; conservati sino agli anni 2000           |
| 137-138        | 1963        | 1982       | Fiat 2405         | SEAC Tubocar     | TIBB                      | Provenienti da Verona, in servizio nel 1975                                 |
| 139-144        | 1963        | 1982       | Fiat 2405         | SEAC Tubocar     | CGE                       | Provenienti da Verona, in servizio nel 1975                                 |
| 225-230        | 1957        | 1982       | Fiat 2411         | Viberti Monotral | TIBB                      | Provenienti da Verona, acquistati nel 1975, mai in servizio regolare        |
| 1-5            | 1997        |            | Breda 4001.12     | Breda            | Ansaldo                   | Consegnati nel 1997, mai entrati in servizio regolare                       |
|                | 2009        |            | Van Hool A300T    | Vossoloh-Kiepe   | Van Hool                  | Consegnati nel 2009 e collaudati nel 2013, mai entrati in servizio regolare |

## La rete

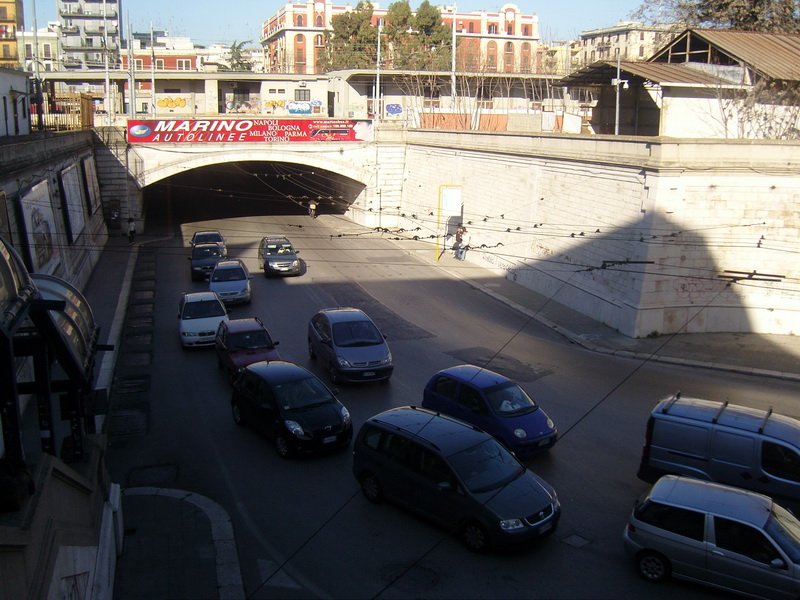
Sottovia Quintino Sella con i fili della filovia, smantellati nel 2016

La linea che verrà smantellata era composta da due tratte:
- 10,537 km: piazza Umberto I, via De Marinis, corso Alcide De Gasperi, viale Einaudi, viale della Resistenza, largo 2 giugno, viale della Repubblica, viale Unità d'Italia, via Capruzzi, corso Benedetto Croce, corso Alcide De Gasperi, via De Marinis.
- 4,3 km: piazza Umberto I, via Vittorio Veneto, via Vincenzo Roppo, via Umberto I, cimitero di Ceglie.